# Silver Convention
Silver Convention foi um grupo da Alemanha de disco music dos anos 70. Foi originalmente criado em Munique pelos produtores e compositores Silvester Levay e Michael Kunze. Usando sessões de vocais femininos em suas primeiras gravações, alcançaram um sucesso em 1974 no Reino Unido com a música Save Me, o que os fez perceber que precisariam criar uma imagem pública para um grupo que só existia no estúdio.
Recrutaram então as vocalistas Linda Thompson (a qual, nas gravações solo, passou a ser Linda G. Thompson), Penny McLean e Ramona Wulf. Com o nome "Silver Convention" alcançaram sucesso com dois "singles" nos EUA. A música "Fly, Robin, Fly", cuja letra completa se compunha de apenas seis palavras, ficou durante 3 semanas como No. 1 em 1975, e deu ao grupo um prêmio Grammy como melhor performance instrumental de R&B. Seu sucesso seguinte Get Up And Boogie ficou 3 semanas em segundo lugar, em 1976. Participaram no Festival Eurovisão da Canção 1977 interpretando o tema Telegram.
Durante este período, as três cantoras lançaram seus próprios trabalhos solo. McLean e Thompson, respectivamente, tiveram sucesso com as músicas "Lady Bump" e "Ooh What A Night". Já o trabalho solo de Wulf teve menos sucesso. O trio lançou outros dois singles, "Tiger Baby" e "No No Joe", porém de sucesso reduzido. As carreiras solo das três também definharam rapidamente, fazendo com que abandonassem as carreiras.
Levay também trabalhou com Giorgio Moroder e Kunze foi trabalhar com Jim Steinman.

## Discografia
- 1975 - Save me
- 1976 - Silver Convention
- 1976 - Madhouse
- 1977 - Golden girls